# Clemente Alonso McKernan
Clemente Alonso McKernan (* 23. April 1978 in Málaga) ist ein spanischer Triathlet und Ironman-Sieger (2012, 2014). 

## Werdegang
Clemente Alonso McKernan war als Schwimmer aktiv und startet heute bei Triathlon-Bewerben – vorwiegend auf der Mittel- und Langdistanz.
Seine erste große Erfolge waren der dritte Platz bei den Junioren-Weltmeisterschaften 1997 sowie der Titel des Junioren-Europameisters 1998.
2009 qualifizierte er sich für einen Startplatz beim Ironman Hawaii (3,86 km Schwimmen, 180,2 km Radfahren und 42,195 km Laufen), wo er den 17. Rang belegte.
Nur zwei Wochen später wurde er Elfter bei der Langdistanz-Weltmeisterschaft der International Triathlon Union (ITU).
Im April 2012 gewann er den Ironman South Africa und wurde im Juli Dritter bei der Ironman European Championship in Frankfurt am Main.
Im Oktober 2014 gewann er den Ironman Barcelona, den er 2011 bereits, als er noch unter dem Namen Challenge Barcelona-Maresme veranstaltet worden war, gewonnen hatte.

## Sportliche Erfolge
| Datum/Jahr    | Rang | Wettbewerb                                          | Austragungsort | Zeit     | Bemerkung                                                                              |
| ------------- | ---- | --------------------------------------------------- | -------------- | -------- | -------------------------------------------------------------------------------------- |
| 11. Juni 2011 | 1    | TriGrandPrix                                        | Zarautz        | 03:40:42 | [ 1 ]                                                                                  |
| 16. Mai 2010  | 5    | Half Challenge Barcelona                            | Barcelona      | 03:41:23 |                                                                                        |
| 24. Mai 2009  | 1    | Half Challenge Barcelona                            | Barcelona      | 04:01:49 | vor dem Deutschen Timo Bracht – bei der ersten Auflage des Challenge Barcelona-Maresme |
| 18. Apr. 2004 | 13   | ETU Short Distance Triathlon European Championships | Valencia       | 01:49:44 | Europameisterschaft auf der Kurzdistanz                                                |
| 4. Juli 1998  | 1    | ETU Triathlon European Championship Junior Men      | Velden         | 01:56:34 | Junioren-Europameister                                                                 |
| 16. Nov. 1997 | 3    | ITU Triathlon World Championship Junior Men         | Perth          | 01:54:15 | Triathlon-Weltmeisterschaft der Junioren                                               |

| Datum/Jahr    | Rang | Wettbewerb                                      | Austragungsort | Zeit     | Bemerkung                                                                                     |
| ------------- | ---- | ----------------------------------------------- | -------------- | -------- | --------------------------------------------------------------------------------------------- |
| 18. Nov. 2018 | 2    | Ironman Arizona                                 | Tempe          | 08:08:41 |                                                                                               |
| 19. Aug. 2017 | 1    | Ironman Sweden                                  | Kalmar         |          |                                                                                               |
| 14. Mai 2016  | 5    | Ironman Texas                                   | The Woodlands  | 07:30:59 | Austragung des Rennens auf verkürztem Radkurs (94 statt 112 Meilen)                           |
| 16. Nov. 2014 | 2    | Ironman Arizona                                 | Tempe          | 08:00:32 | Zweiter hinter dem Kanadier Brent McMahon                                                     |
| 5. Okt. 2014  | 1    | Ironman Barcelona                               | Calella        | 08:04:13 | zweiter Ironman-Sieg mit neuer persönlicher Bestzeit                                          |
| 23. Juni 2013 | 3    | Ironman France                                  | Nizza          | 08:35:53 |                                                                                               |
| 8. Juli 2012  | 3    | Ironman Germany                                 | Frankfurt      | 08:14:04 | Dritter bei der Ironman-Europameisterschaft                                                   |
| 22. Apr. 2012 | 1    | Ironman South Africa                            | Port Elizabeth | 08:34:45 |                                                                                               |
| 2. Okt. 2011  | 1    | Challenge Barcelona-Maresme                     | Barcelona      | 08:15:25 |                                                                                               |
| 10. Juli 2011 | 2    | Ironman Switzerland                             | Zürich         | 08:27:56 | Zweiter hinter dem Schweizer Ronnie Schildknecht nach der schnellsten Schwimmzeit (51:04 min) |
| 25. Okt. 2009 | 11   | ITU Long Distance Triathlon World Championships | Perth          | 03:58:21 | Weltmeisterschaft auf der Langdistanz                                                         |
| 10. Okt. 2009 | 17   | Ironman Hawaii                                  | Hawaii         | 08:48:53 |                                                                                               |
| 28. Juni 2009 | 4    | Ironman France                                  | Nizza          | 08:48:59 | qualifiziert für einen Startplatz beim Ironman Hawaii                                         |

(DNF – Did Not Finish)